# انتونگووکا شویرژووسکا
انتونگووکا شویرژووسکا (به لهستانی:  Antoniówka Świerżowska) یک روستا در لهستان است که در گمینا ماچییوویتسه واقع شده‌است. انتونگووکا شویرژووسکا ۴۲۰ نفر جمعیت دارد.